# Telewizja Wisła
Telewizja Wisła è stata una rete televisiva generalista polacca gestita e di proprietà di Grupa ITI che trasmette in lingua polacca.